# Ruellia
- Commons
- Wikispecies

Ruellia L., de acordo com o Sistema APG II, é um gênero botânico da família Acanthaceae. É comum em vários lugares da região neotropical, Madagascar e África continental, estando presente em habitats com bastante chuva e pouca luz, ambientes abertos e áridos, ambientes alagados, ambientes sazonalmente extremos e regiões de baixa à alta elevação. Algumas espécies também ocorrem no sudeste da Ásia, Austrália e regiões temperadas da América do Norte.  A maioria das espécies de Ruellia produz flores cleistógamas e sua única sinapomorfia conhecida é a morfologia do grão de pólen, designado "wabenpollen" por Lindau (1895) e caracterizado por ser triporado, esferoidal e possuir exina grosseiramente reticulada.

## História Taxonômica
O gênero Ruellia foi inicialmente estabelecido por Carolus Linnaeus (1737) que incluiu 8 espécies no seu Species Plantarum (1753), das quais Ruellia tuberosa foi designada Lectótipo. Nees, que tratou as acantáceas na Flora Brasiliensis e no Prodromus Systematis Naturalis Regni Vegetabilis, inseriu as espécies descritas por Lineu em diversos gêneros, além de descrever vários outros gêneros para acomodar as numerosas variações de espécimes encontradas nos trópicos, especialmente no Novo Mundo.
Após Nees, vários autores como Oersted (1854), Bentham (1876) e Lindau (1895) mudaram a circunscrição do gênero. O tratamento de Ezcurra (1993) das espécies do sul da América do Sul (Argentina, Sul do Brasil, Paraguai e Uruguai) lidou com Ruellia de forma ampla e juntou o gênero em 7 grupos informais (Chiloblechum, Dipteracanthus, Ebracteolati, Hygrophiloidei, Physiruellia, Ruellia e Salpingacanthus).
A partir de análises filogenéticas com dados moleculares, Erin Tripp (2007) identificou 9 clados dentro do grupo monofilético de Ruellia do Novo Mundo, sendo esse grupo inserido no grado de Ruellia do Velho Mundo. Por fim, em 2017, outro estudo de Erin Tripp estabeleceu 5 seções dentro de Ruellia do Velho Mundo.

## Morfologia
A maioria das espécies são ervas perenes ou subarbustos, mais raramente arbustos ou pequenas árvores. As folhas são simples, opostas, geralmente pecioladas, com margem inteira, crenada ou crenulada e superfície glabra ou pubescente. Inflorescências possuem um esquema básico de dicásio simples ou composto, com grande variação entre as espécies. O cálice é praticamente sempre partido em 5 e a corola consiste de um tubo basal estreito, uma garganta mais ou menos cilíndrica, infundibuliforme ou campanulada com o limbo partido em 2 lobos posteriores e 3 lobos anteriores mais ou menos com mesmo tamanho e forma. Androceu com quatro estames geralmente didínamos e gineceu com estigma possuindo 2 lobos. O fruto é, assim como na maioria das acantáceas, uma cápsula loculicida, biloculada e com duas valvas.

## Sinonímia
- Aphragmia Ness
- Arrhostoxylum Ness
- Copioglossa Miers
- Dinteracanthus C.B.Clarke ex Schinz
- Dipteracanthus Nees
- Endosiphon T.Anderson ex Bentham
- Gymnacanthus Oerst.
- Nothoruellia Bremek.
- Sclerocalyx Nees
- Stenoschista Bremek.
- Stephanophysum Pohl
- Ulleria Bremek.

## Espécies
O gênero Ruellia possui 269 espécies reconhecidas atualmente, com 83 espécies aceitas para o Brasil.
- Ruellia acutangula Nees
- Ruellia adenocalyx Lindau
- Ruellia adenostachya Lindau
- Ruellia affinis (Schrad.) T.Anderson
- Ruellia albiflora Fernald
- Ruellia albopurpurea Benoist
- Ruellia amabilis S. Moore
- Ruellia amoena Sessé & Moc.
- Ruellia anaticollis Benoist
- Ruellia angustiflora (Nees) Lindau ex Rambo
- Ruellia angustifolia Sw.
- Ruellia angustior Lindau
- Ruellia ansericollis Benoist
- Ruellia anthracina Leonard
- Ruellia antiquorum Wassh. & J.R.I. Wood
- Ruellia asema Leonard
- Ruellia aspera Phillips
- Ruellia asperula (Mart. & Nees) Lindau
- Ruellia bahiensis (Nees) Morong
- Ruellia barbillana Cufod.
- Ruellia baurii C.B. Clarke
- Ruellia beckii Wassh. & J.R.I. Wood
- Ruellia beyrichiana Lindau
- Ruellia bignoniiflora S.Moore
- Ruellia biolleyi Lindau
- Ruellia blanchetiana Lindau
- Ruellia blechioides Sw.
- Ruellia bolivarensis Wassh.
- Ruellia bourgaei Hemsl.
- Ruellia brachysiphon (Nees) Hiern
- Ruellia brandbergensis Kers
- Ruellia breedlovei T.F. Daniel
- Ruellia brevifolia (Pohl) C.Ezcurra
- Ruellia bulbifera Lindau
- Ruellia californica (Rose) I.M. Johnst.
- Ruellia campestris (Oerst.) Hemsl.
- Ruellia candida (Brandegee) Kobuski
- Ruellia capuronii Benoist
- Ruellia caracasana (Klotzsch & H.Karst. ex Nees) V.M.Badillo
- Ruellia carmenaemiliae Llamozas
- Ruellia carnea Balf. f.
- Ruellia caroliniensis (J.F. Gmel.) Steud.
- Ruellia cearensis Lindau
- Ruellia cedilloi Ramamoorthy
- Ruellia chamaedrys Lindau
- Ruellia chartacea (T. Anderson) Wassh.
- Ruellia ciconiicollis Benoist
- Ruellia ciliatiflora Hook.
- Ruellia ciliosa Pursh
- Ruellia colonensis Wassh.
- Ruellia comonduensis T.F. Daniel
- Ruellia congoensis Benoist
- Ruellia consocialis Lindau
- Ruellia conzattii Standl.
- Ruellia cooperi Leonard
- Ruellia cordata Thunb.
- Ruellia corzoi Tharp & F.A. Barkley
- Ruellia costata Lindau
- Ruellia currorii T.Anderson
- Ruellia curviflora Nees & Mart.
- Ruellia cyanea (Nees) T. Anderson
- Ruellia davisiorum Tharp & F.A. Barkley
- Ruellia decaryi Benoist
- Ruellia delascioi Wassh.
- Ruellia densa Hieron.
- Ruellia dequairei Benoist
- Ruellia detonsa Benoist
- Ruellia dielsii Mildbr.
- Ruellia diffusa (Nees) Griseb.
- Ruellia dipteracanthus (Nees) Hemsl.
- Ruellia discifolia Oliv.
- Ruellia dissidens Benoist
- Ruellia dissitifolia (Nees) Hiern
- Ruellia diversifolia S.Moore
- Ruellia dolichosiphon Wassh. & J.R.I. Wood
- Ruellia donnell-smithii Leonard
- Ruellia drummondiana (Nees) A. Gray
- Ruellia drushelii Tharp & F.A. Barkley
- Ruellia elegans Poir.
- Ruellia epallocaulos Leonard ex C. Ezcurra & Wassh.
- Ruellia erythropus (Nees) Lindau
- Ruellia eumorphantha Lindau
- Ruellia eurycodon Lindau
- Ruellia exilis McDade & E. Tripp
- Ruellia exostemma Lindau
- Ruellia exserta Wassh. & J.R.I. Wood
- Ruellia fiherenensis Benoist
- Ruellia filicalyx Lindau
- Ruellia floribunda Hook.
- Ruellia foetida Willd.
- Ruellia foliosepala T.F. Daniel
- Ruellia fruticosa Sessé & Moc. ex DC.
- Ruellia fulgens (Bremek.) E. Tripp
- Ruellia fulgida Andrews
- Ruellia geminiflora Kunth
- Ruellia geniculata (Nees) Benoist
- Ruellia glischrocalyx Lindau
- Ruellia golfodulcensis Durkee
- Ruellia gracilis Rusby
- Ruellia guerrerensis T.F.Daniel
- Ruellia haenkeana (Nees) Wassh.
- Ruellia hapalotricha Lindau
- Ruellia harveyana Stapf
- Ruellia heterosepala Benoist
- Ruellia hirsutoglandulosa (Oerst.) Hemsl.
- Ruellia hookeriana (Nees) Hemsl.
- Ruellia humboldtiana (Nees) Lindau
- Ruellia humifusa (Oerst.) Hemsl.
- Ruellia humilis Nutt.
- Ruellia hybrida Pursh
- Ruellia hygrophila Mart.
- Ruellia hygrophiloides (Nees) Hemsl.
- Ruellia hypericoides (Nees) Lindau
- Ruellia indecora Benoist
- Ruellia inflata Rich.
- Ruellia intermedia Leonard
- Ruellia inundata Kunth
- Ruellia jaliscana Standl.
- Ruellia japurensis Mart.
- Ruellia jimulcensis Villarreal
- Ruellia jussieuoides Schltdl.
- Ruellia kleinii C.Ezcurra & Wassh.
- Ruellia lactea Cav.
- Ruellia lanatoviscosa (Nees) Hemsl.
- Ruellia lasiostachya Leonard
- Ruellia latisepala Benoist
- Ruellia laxa (Nees) Lindau
- Ruellia leptosepala Benoist
- Ruellia leucantha Brandegee
- Ruellia leucobracteatus Durkee
- Ruellia liesneri Wassh.
- Ruellia linearibracteolata Lindau
- Ruellia linifolia Benoist
- Ruellia longepetiolata (Oerst.) Hemsl.
- Ruellia longifolia (Stocks) T. Anderson
- Ruellia longipedunculata Lindau
- Ruellia longissima D.N. Gibson
- Ruellia longituba D.N. Gibson
- Ruellia macrantha Lindau
- Ruellia macrophylla Vahl
- Ruellia macrosolen Lillo ex C. Ezcurra
- Ruellia magniflora C.Ezcurra
- Ruellia makoyana Closon
- Ruellia malaca Leonard
- Ruellia malacophylla C.B. Clarke
- Ruellia matagalpae Lindau
- Ruellia matudae Leonard
- Ruellia maya T.F. Daniel
- Ruellia mcvaughii T.F. Daniel
- Ruellia megachlamys S. Moore
- Ruellia megasphaera Lindau
- Ruellia menthoides (Nees) Hiern
- Ruellia metallica Leonard
- Ruellia metziae Tharp
- Ruellia microcalyx (Nees) Lindau
- Ruellia mira McDade & E. Tripp
- Ruellia misera Benoist
- Ruellia molinae D.N. Gibson
- Ruellia mollis (Nees) Lindau
- Ruellia monanthos (Nees) Bojer ex T. Anderson
- Ruellia morongii Britton
- Ruellia multifolia (Nees) Lindau
- Ruellia neesiana Lindau
- Ruellia neoneesiana Wassh.
- Ruellia nitens Lindau
- Ruellia nitida (Nees) Wassh. & J.R.I. Wood
- Ruellia nobilis (S. Moore) Lindau
- Ruellia noctiflora (Nees) A. Gray
- Ruellia norvegigratiosa McDade & E. Tripp
- Ruellia novogaliciana T.F. Daniel
- Ruellia nudiflora (Engelm. & A.Gray) Urb.
- Ruellia nummularia Benoist
- Ruellia oaxacana Leonard
- Ruellia occidentalis (A. Gray) Tharp & F.A. Barkley
- Ruellia ochroleuca Mart. ex Nees
- Ruellia odorata E. Tripp & McDade
- Ruellia otaviensis P.G.Mey.
- Ruellia ovalifolia (Oerst.) Hemsl.
- Ruellia palmeri Greenm.
- Ruellia palustris Durkee
- Ruellia paniculata L.
- Ruellia parryi A. Gray
- Ruellia parva (Nees) Hemsl.
- Ruellia parviflora Britton
- Ruellia patula Jacq.
- Ruellia pauciovulata Benoist
- Ruellia pearcei Rusby
- Ruellia pedunculata Torr. ex A. Gray
- Ruellia pedunculosa (Nees) Lindau
- Ruellia peninsularis (Rose) I.M. Johnst.
- Ruellia pereducta Standl.
- Ruellia petiolaris (Nees) T.F. Daniel
- Ruellia phyllocalyx Lindau
- Ruellia pilosa (Nees) Pav. ex Nees
- Ruellia pinetorum Fernald
- Ruellia pittieri Lindau
- Ruellia poissonii Benoist
- Ruellia praeclara Standl.
- Ruellia praetermissa Schweinf. ex Lindau
- Ruellia primuloides (T.Anderson ex Benth.) Heine
- Ruellia pringlei Fernald
- Ruellia prostrata Poir.
- Ruellia proxima Lindau
- Ruellia pterocaulon Leonard
- Ruellia puberula (Leonard) Tharp & F.A.Barkley
- Ruellia pulcherrima T.Anderson ex Hemsl.
- Ruellia pulverulenta Leonard
- Ruellia purshiana Fernald
- Ruellia putumayensis Leonard
- Ruellia pygmaea Donn. Sm.
- Ruellia quadrisepala Benoist
- Ruellia rasa Hieron.
- Ruellia rauhii Wassh.
- Ruellia reitzii Wassh. & L.B.Sm.
- Ruellia repens L.
- Ruellia rosea (Nees) Hemsl.
- Ruellia rubra Aubl.
- Ruellia ruiziana (Nees) Lindau
- Ruellia runyonii Tharp & F.A. Barkley
- Ruellia saccata Schmidt-Leb. & E. Tripp
- Ruellia saccifera Benoist
- Ruellia saeri Llamozas
- Ruellia salmeronensis Llamozas
- Ruellia sanguinea Griseb.
- Ruellia sarukhaniana Ramamoorthy
- Ruellia schaueriana (Nees) Lindau
- Ruellia schlechtendaliana (Nees) Hemsl.
- Ruellia sessilifolia Lindau
- Ruellia simplex C.Wright
- Ruellia sindica Ghafoor & Heine
- Ruellia singularis Benoist
- Ruellia solitaria Vell.
- Ruellia sororia Standl.
- Ruellia spatulifolia Benoist
- Ruellia spissa Leonard
- Ruellia splendidula Lindau
- Ruellia sprucei Lindau
- Ruellia standleyi Leonard
- Ruellia stelligera Benoist
- Ruellia stemonacanthoides (Oerst.) Hemsl.
- Ruellia stenophylla C.B. Clarke
- Ruellia steyermarkii Wassh.
- Ruellia strepens L.
- Ruellia subcapitata (Nees) Hemsl.
- Ruellia subringens Lindau
- Ruellia succulenta Small
- Ruellia tarapotana Lindau
- Ruellia terminale (Nees) Wassh.
- Ruellia tessmannii Mildbr.
- Ruellia togoensis (Lindau) Heine
- Ruellia tonduzii Lindau
- Ruellia trachyphylla Lindau
- Ruellia transitoria Benoist
- Ruellia tuberosa L.
- Ruellia tubiflora Kunth
- Ruellia turbaxensis (Nees) Benth.
- Ruellia turbinis Benoist
- Ruellia tuxtlensis Ramamoorthy & Hornelas
- Ruellia tweediana Griseb.
- Ruellia tweedii (Nees) T. Anderson ex Morong & Britton
- Ruellia venusta Hance
- Ruellia villosa Lindau
- Ruellia violacea Aubl.
- Ruellia viscidula Mart. ex Schrank
- Ruellia willdenoviana (Nees) Lindau ex Rusby
- Ruellia woodii C.B. Clarke
- Ruellia woolstonii C. Ezcurra
- Ruellia wurdackii Wassh.
- Ruellia yurimaguensis Lindau

## Classificação do gênero
| Sistema | Classificação                        | Referência               |
| ------- | ------------------------------------ | ------------------------ |
| Linné   | Classe Didynamia, ordem Angiospermia | Species plantarum (1753) |